# Audi S4
Audi S4 — п'ятимісний спортивний автомобіль, що збирається Німецькою компанією Audi на основі серійних моделей починаючи із 1991 року.

## Audi S4 C4/4A (1991—1994)
Перелік моделей: S4 2,2 Turbo Quattro (1991—1994), S4 V8 4.2 Quattro (1992—1994)

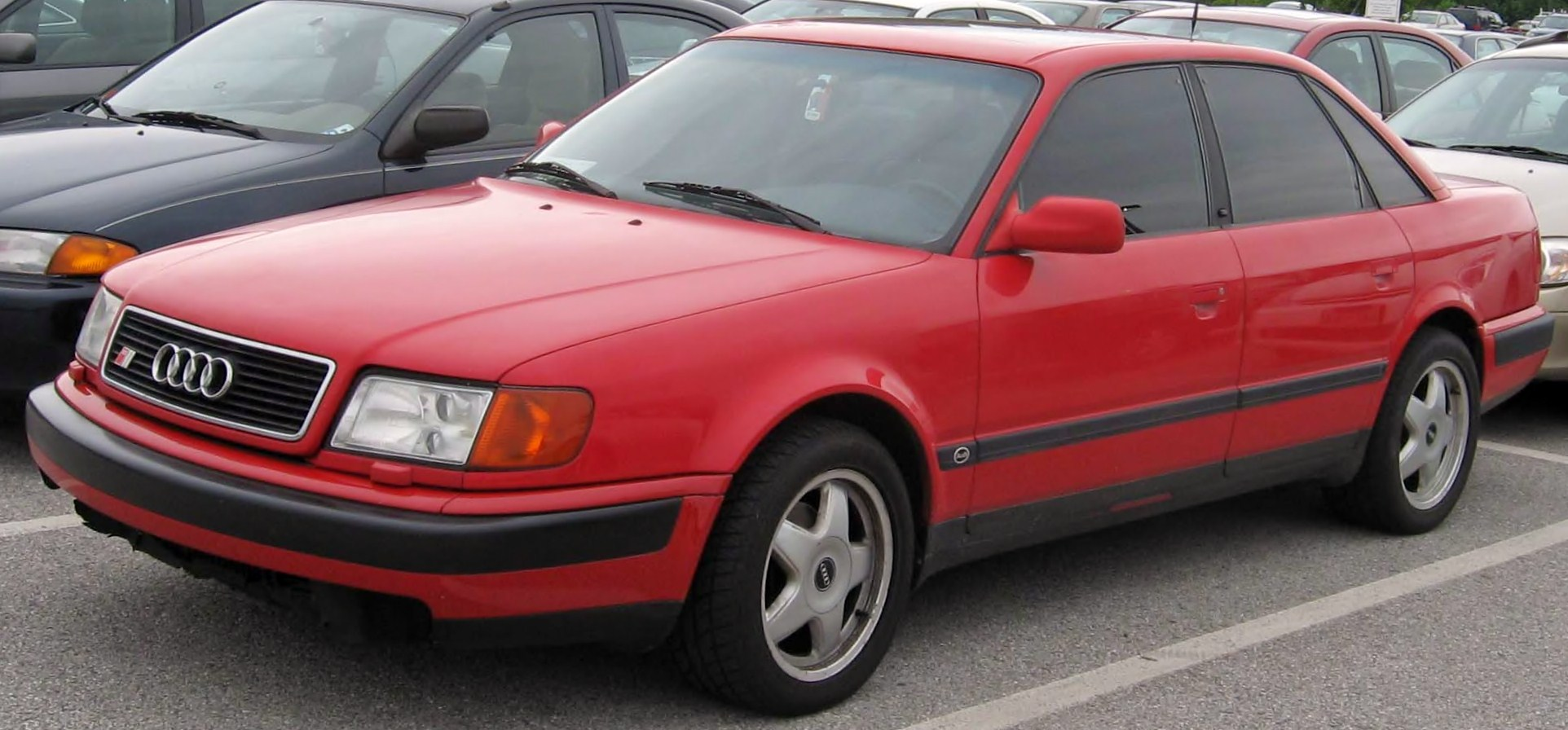
Audi S4 C4/4A (USA)

Спортивна версія Audi 100 C4 носила назву Audi S4.

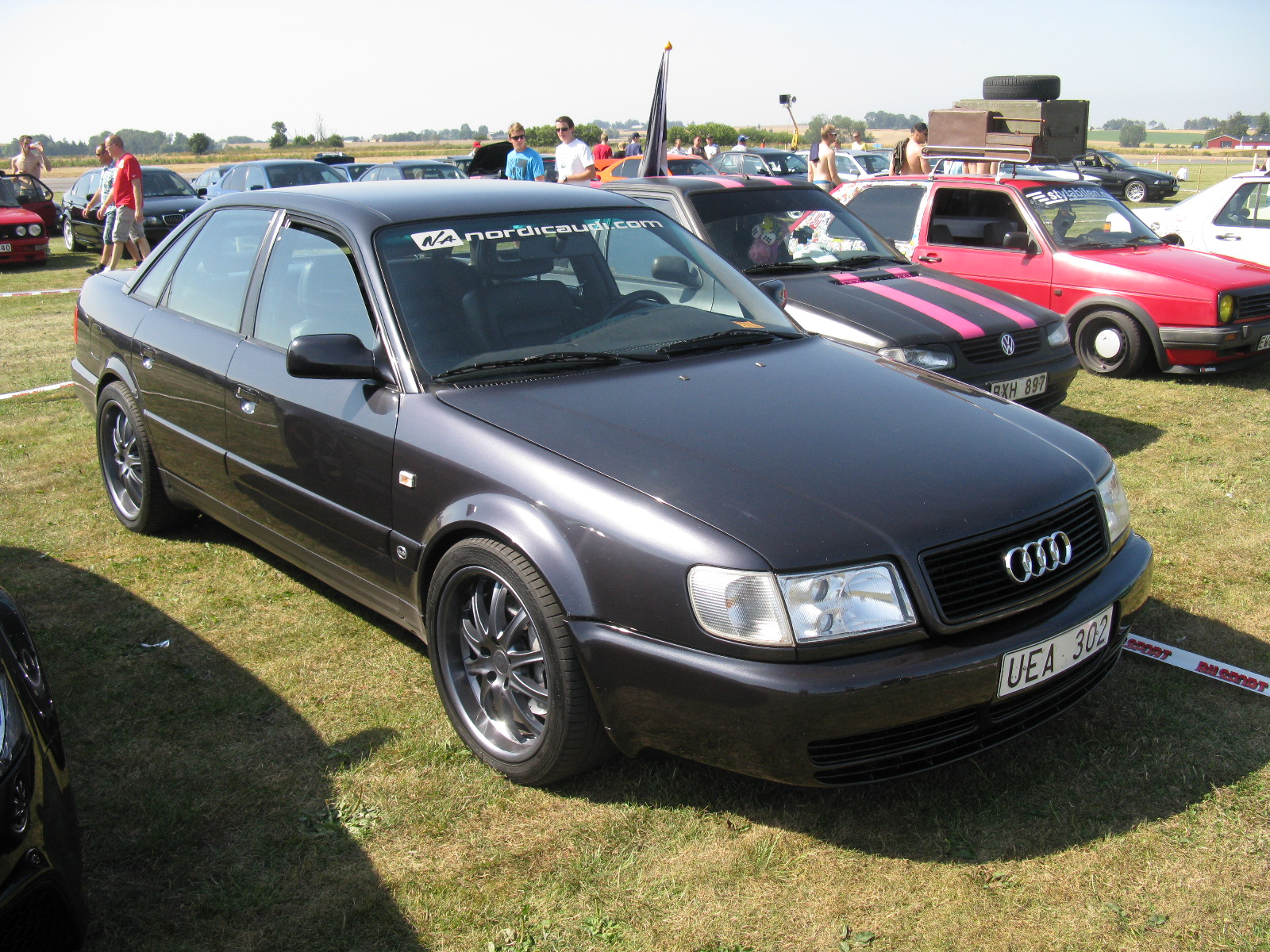
Audi S4 C4/4A

Audi S4 2.2 S4 Turbo Quattro (230 Hp) в кузові S4 (4A, C4) обладнана 230-сильним п'яти циліндровим рядним двигуном (AAN) із електронним вприскуванням палива та турбонаддувом, робочий об'єм якого становить 2226 см3, кількість клапанів на циліндр — 4. Двигун здатний розігнати автомобіль з місця до 100 км/год за 6.8 секунд.
Автомобіль обладнувався постійним повним приводом Quattro, 6 та 5 ступеневою механічною КПП і 4 ступеневою АКПП.
Спереду та ззаду встановлювалися дискові вентильовані гальма, система ABS, гідропідсилювач керма.
Максимальна швидкість моделі із спеціально доробленою спортивною підвіскою з жорсткішими пружинами і амортизаторами (висота автомобіля зменшилася на 20 мм) досягала 248 км/год. Споряджена маса автомобіля — 1740 кг, допустима повна маса — 2290 кг. Розмір шин — 225/50 ZR16, 245/40 ZR17 (допустимий розмір 255/40 ZR17).
Audi S4 2.2 S4 Turbo quattro випускалася із 1991 по 1994 роки.
В 1992 році світ побачив Audi S4 4.2 (ABH) S4 V8 Quattro (280 Hp).
На автомобілі встановлювався 280-сильний V-подібний двигун робочим об'ємом 4172 см3, котрий здатний розігнати автомобіль з місця до 100 км/год за 6.2 секунд (Avant — за 6.6 с), к-сть клапанів на циліндр — 4. Максимальна швидкість сягала 247 км/год, постійний повний привід Quattro, 6 та 5 ступенева механічна КПП, дискові вентильовані гальма спереду та ззаду, система ABS, гідропідсилювач керма, споряджена маса автомобіля — 1730 кг, допустима повна маса — 2280 кг, розмір шин — 225/50 ZR16, 245/40 ZR17 (допустимий розмір 255/40 ZR17).
Audi S4 4.2 S4 V8 quattro (280 Hp) випускався в період з 1992 по 1994 роки.
Audi S4 сходила з конвеєра в період з 1991 по 1994 роки та мала 2 варіанти виконання кузова: седан та універсал (avant).
| Модель    | Клапани | Циліндр | Об'єм (куб.см) | Двигун ID | Паливна система | Потужність при об/хв        | Крутний момент при об/хв | 0-100 км / год | V макс       | Роки виробництва |
| 2.2 Turbo | 20      | 5 R     | 2226           | AAN       | Motronic        | 169 кВт (230 к.с.) при 5900 | 350 Нм при 1950          | 6,8 c          | 244 км / год | 07.1991-07.1997  |
| 4,2       | 32      | 8 V     | 4172           | ABH       | M Motronic      | 206 кВт (280 к.с.) при 5800 | 400 Нм при 4000          | 6,2 c          | 249 км / год | 10.1992-06.1994  |

## Audi S4 B5 (1997—2001)

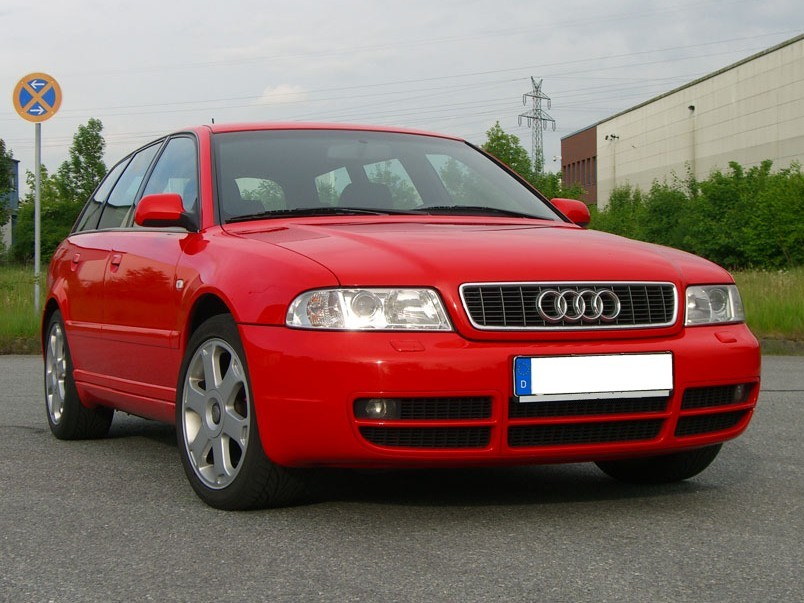
Audi S4 B5

Друге покоління S4 (Type 8D) в кузові седан, яка тепер правильно названа Audi S4 quattro, дебютувало в 1997 році, виробництво почалось в жовтні 1997 року. Автомобіль збудовано на платформі Audi A4 B5.
В 1998 році дебютувала версія з кузовом універсал під назвою Audi S4 Avant. Виробництво S4 B5 припинилося у вересні 2001 року.
Автомобіль отримав двигун 2,7 л V6 30v DOHC 'biturbo' потужністю 265 к.с. при 5800 об/хв, крутним моментом 400 Нм при 1850-3600 об/хв. Розгін від 0-100 км/год займає 5,6 секунди (Avant 5,7 секунди). Максимальна швидкість обмежена електронікою на позначці 250 км/год.

## Audi S4 B6 (2003—2005)

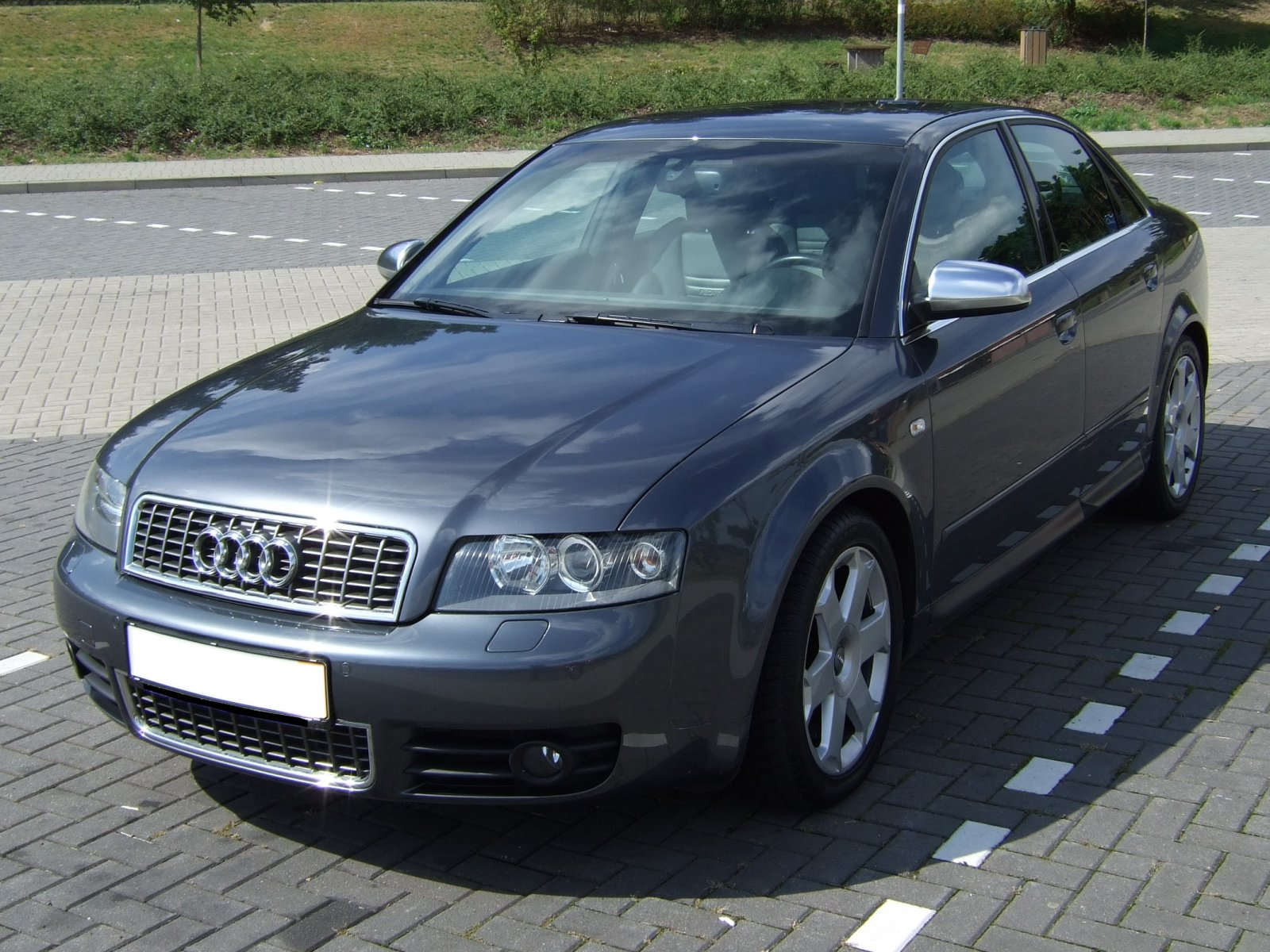
Audi S4 B6

Третє покоління Audi S4 quattro (Typ 8E — седан: 8E2, Avant: 8E5 і кабріолет: 8H7) дебютувало в кузові седан та універсал в березні 2003 року. Автомобіль збудовано на платформі Volkswagen Group B6 (PL46), що використовувалась в тодішній Audi A4 B6. В лютому 2004 року предсавлена версія кабріолет.
S4 отримав новий двигун 4,2 л V8 40v DOHC від Audi S8 (D2) потужністю 344 к.с. Розгін від 0 до 100 км/год становить відповідно 5,6 секунди (седан), 5,8 с (Avant) та 5,9 с (кабріолет). Варіанти з автоматичною коробкою передач розганяються на 0,2 до 0,3 секунди довше. Швидкість електронного обмежена на позначці 250 км/год.

## Audi S4 B7 (2004—2009)

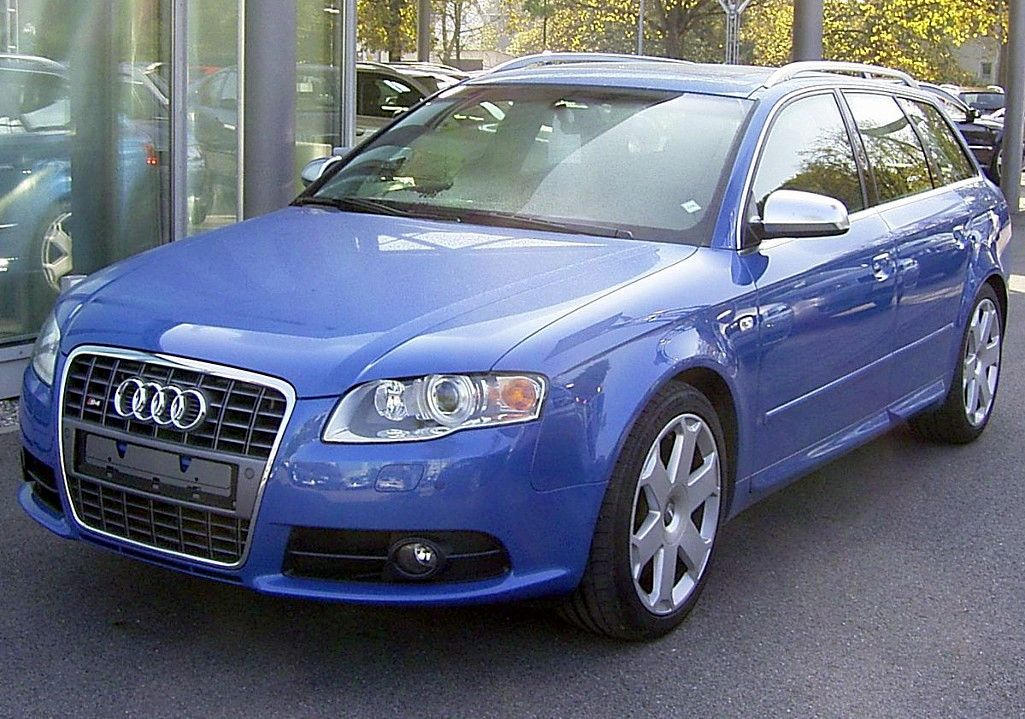
Audi S4 B7

Модель Audi S4 B7 quattro, заснована на Audi A4 B7, дебютувала наприкінці 2004 року. Хоча Audi класифікує це як нову машину, відмінності між нею і попередньою S4 B6 виявляються в косметичних змінах. про це і говорить внутрішнє: Typ 8E (седан: 8EC, Avant: 8ED, та кабріолет: 8HE). Автомобіль має такий же 4,2-літровий двигун V8 (ідентифікаційний код: BBK) як S4 B6, який виробляє потужність 344 к.с. при 7000 об/хв) і 410 Нм при 3500 об/хв.

## Audi S4 B8 (2009—2016)

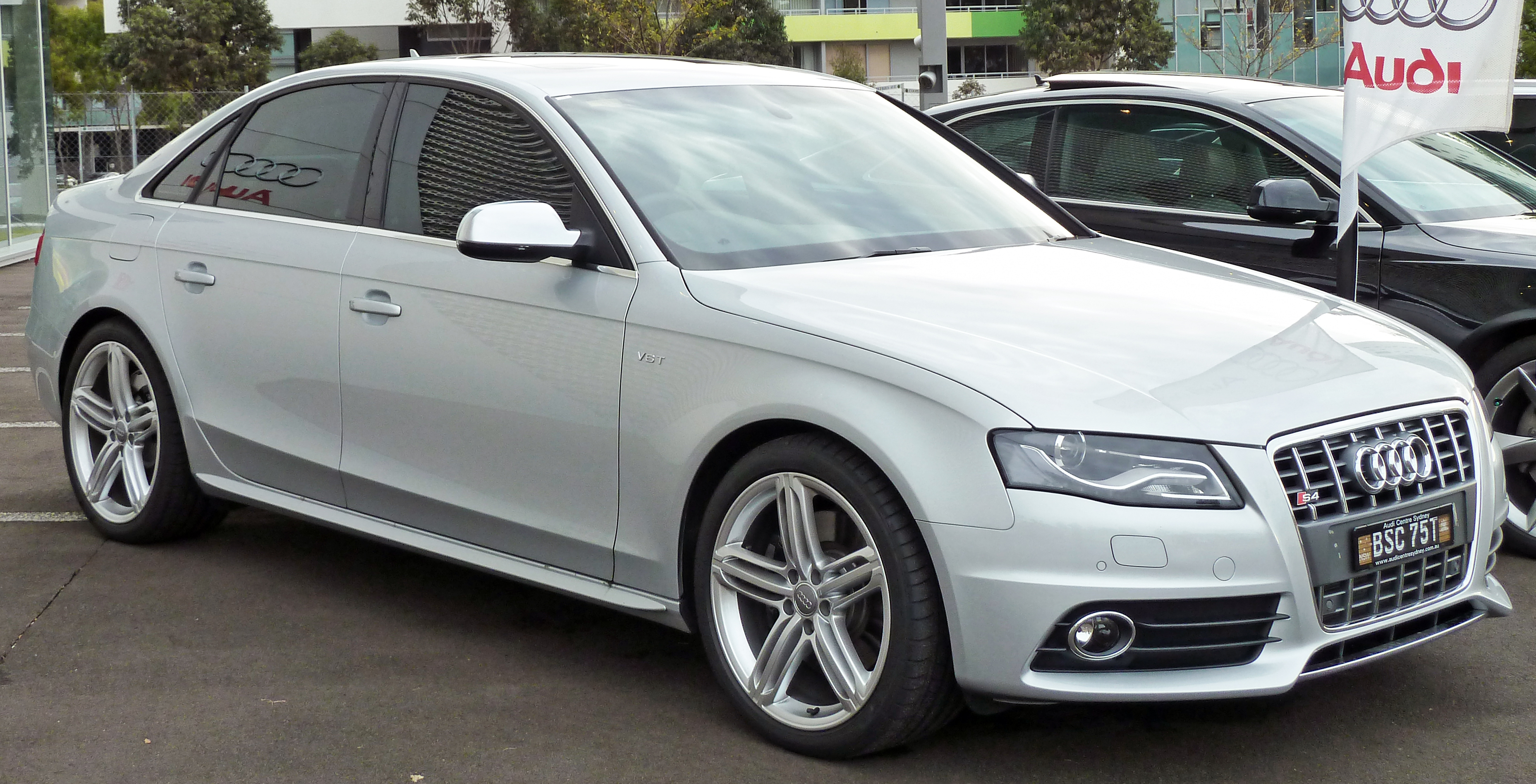
Audi S4 B8 (2009—2011)

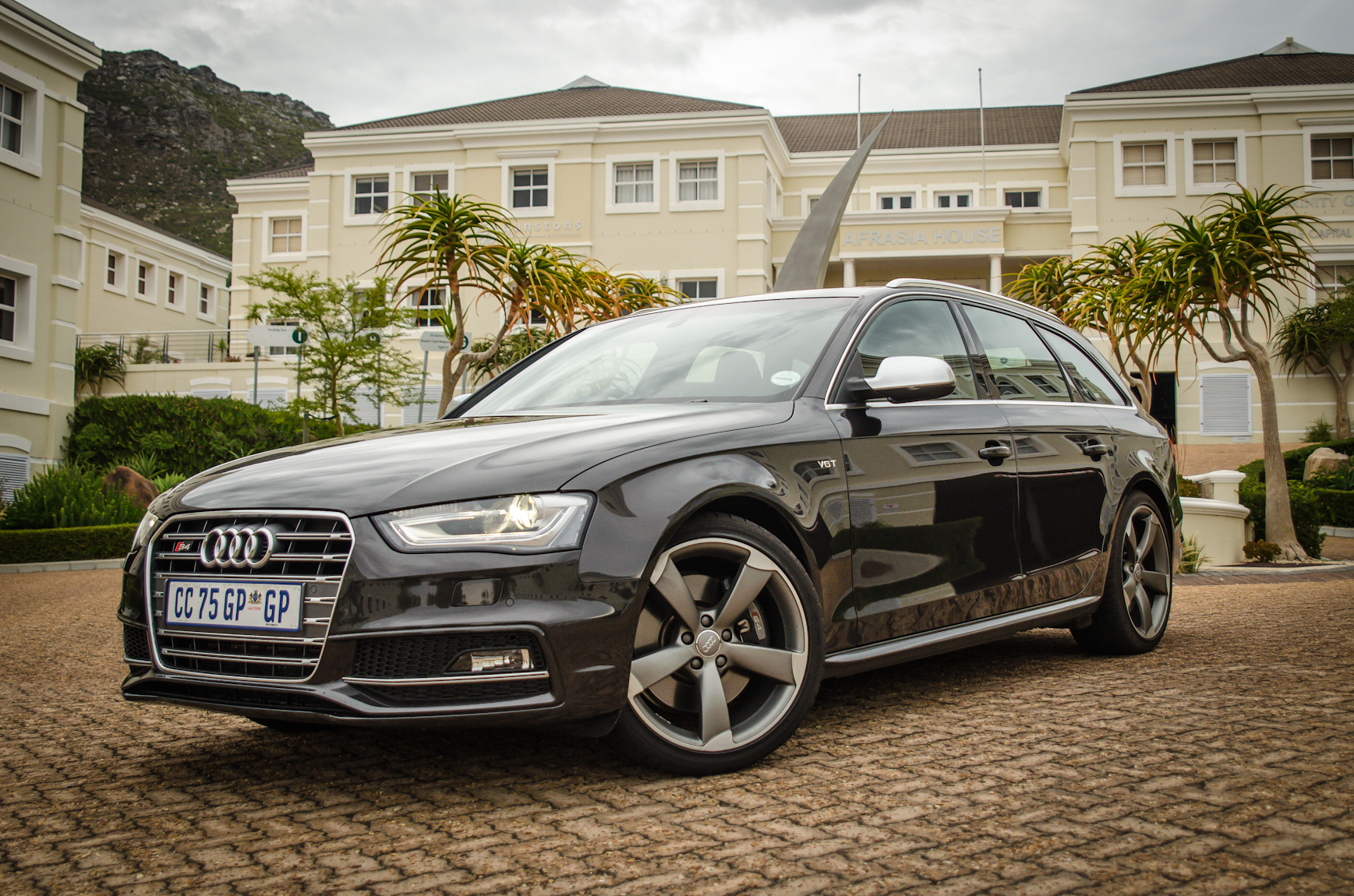
Audi S4 Avant B8 (2011—2016)

З листопада 2008 року почалось виробництво Audi S4 quattro (Typ 8K). Вона збудована на основі Audi A4 B8, що розроблена на платформі Volkswagen Group MLB/MLP. На відміну від попередніх моделей B6 та B7, нова версія B8 доступна лише як чотиридверний п'ятимісний седан або п'ятидверний п'ятимісний універсал Avant. Двохдверний чотиримісний кабріолет тепер назвивається Audi S5 Cabriolet.
У порівнянні з попереднім S4 B6/B7, який використовував 4,2-літровий двигун V8, S4 B8 використовує двигун 3,0 л V6 24v TFSI з механічним нагнітачем Eaton. Потужність двигуна 333 к.с., а максимальний крутний момент 440 Нм при 2900 об/хв.
В 2011 році модель оновили, змінивши зовнішній вигляд.

## Audi S4 B9 (2016—2024)

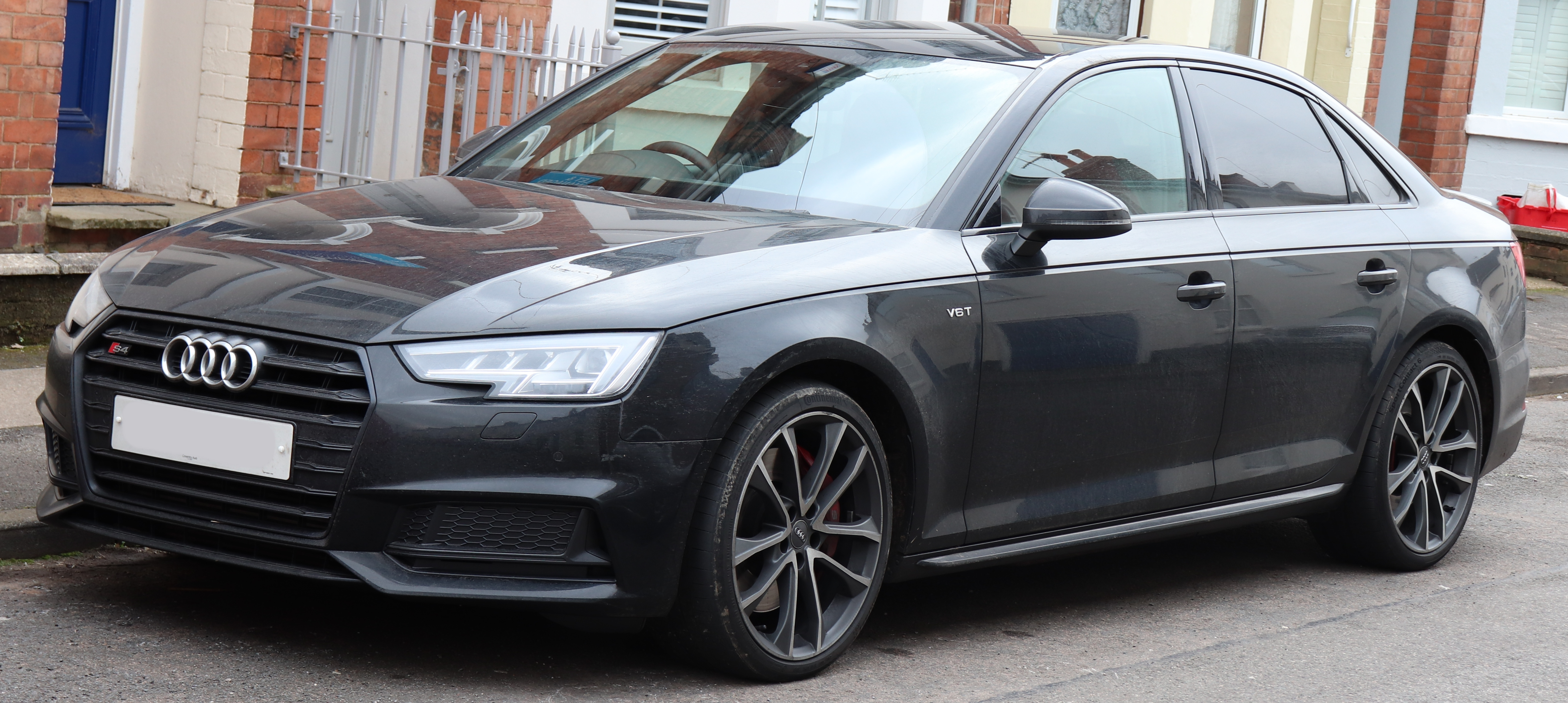
Audi S4 B9

Audi S4 2016 року в новому кузові B9 створена на базі компактного, розкішного седана Audi A4. Проте, цей спортивний седан являє собою набагато більше. Порівняно із Audi A4, S4 володіє значно кращою потужністю, обладнаний та вдосконалений по максимуму із довгим списком характеристик та технологій, безпосередньо направлених на задоволення потреб автовласників, які звикли отримувати задоволення від швидкісної їзди. Під капотом у Audi S4 2016 року знаходиться 3.0-літровий V6, який використовує технологію турбонаддуву, охолодження, та безпосереднього вприскування, щоб збільшити свою продуктивність до 333 к.с. та 440,6 Нм крутильного моменту. Показники споживання палива становлять: 13,07 л/100 км — по місту, 8,4 л/100 км — по шосе, 11,2 л/100 км — по комбінованій дорозі, із трансмісією з подвійним зчепленням; або 13,84/9,05/11,76 л/100 км — із механічною.
Audi S4 в стандартній комплектації пропонує останню версію інтерфейсу MMI, 10,1-дюймовий сенсорний екран, 7-дюймову цифрову панель приладів, бездротовий Apple CarPlay, дротовий Android Auto.